# Cnethodonta japonica
Cnethodonta japonica är en fjärilsart som beskrevs av Shigero Sugi 1980. Cnethodonta japonica ingår i släktet Cnethodonta och familjen tandspinnare. Inga underarter finns listade i Catalogue of Life.